# كلية الطب والصيدلة بمراكش
كلية الطب والصيدلة بمراكش هي مؤسسة عمومية للتعليم العالي، تابعة لجامعة القاضي عياض بالمغرب، أُنشئت عام 1999.
توجد الكلية في حي السملالية بمركز مدينة مراكش، وهي بذلك قريبة من مستشفى ابن طفيل، أحد المستشفيات الأربعة المنضوية تحت المركز الاستشفائي الجامعي محمد السادس الذي اُفتُتِح سنة 2002.

## عمداء الكلية[2]
| البروفيسور              | فترة العمادة     |
| ----------------------- | ---------------- |
| بديع الزمان محادجي      | 1999-2004        |
| عبد الحق العلوي اليزيدي | 2004-2009        |
| عبد الحق العلوي اليزيدي | 2009-2014        |
| محمد أمين               | 2014-2015 (مؤقت) |
| محمد بوسكراوي           | 2015-2019        |
| محمد بوسكراوي           | 2020-2024        |

## اضراب طلبة الطب والصيدلة 2023
قرر طلبة كليات الطب والصيدلة وطب الأسنان الدخول في “إضراب شامل ومفتوح” عن التداريب الاستشفائية والدروس النظرية والتطبيقية، مع مقاطعة جميع الامتحانات، ابتداء من يوم السبت 16 دجنبر 2023. واعتبرت اللجنة الوطنية لطلبة الطب وطب الأسنان والصيدلة، في بيان لها أن هذه الخطوة الاحتجاجية تأتي في خضم “المسلسل النضالي الذي يعيشه طلبة الطب والصيدلة وطب الأسنان بالمغرب، دفاعا عن جودة التكوين مع استمرار مسلسلي الضبابية والاكتظاظ” في حين تحمل الوزارتين المسؤولية التامة عن كل أشكال التصعيد والشلل الذي طال كليات الطب والمستشفيات التابعة لها.